# 295565 Hannover
295565 Hannover è un asteroide della fascia principale. Scoperto nel 2008, presenta un'orbita caratterizzata da un semiasse maggiore pari a 2,5806585 UA e da un'eccentricità di 0,1512511, inclinata di 7,20102° rispetto all'eclittica.
L'asteroide è dedicato all'omonima città tedesca.